# Татарская Икшурма
Татарская Икшурма (тат. Татар Икшермәсе) — село в Сабинском районе Республики Татарстан, в составе Староикшурминского сельского поселения.

## Географическое положение
Село находится на реке Мёша, в 21 км к юго-востоку от районного центра, посёлка городского типа Богатые Сабы.

## Название
Топоним происходит с чувашского языка как Ик Çырма - Два Оврага (реки).

## История
В «Списке населенных мест по сведениям 1859 года», изданном в 1866 году, населённый пункт упомянут как казённая деревня Татарская Икшурма 1-го стана Мамадышского уезда Казанской губернии. Располагалась при реке Мёше, по правую сторону Зюрейского торгового тракта, в 60 верстах от уездного города Мамадыша и в 33 верстах от становой квартиры во владельческом селе Кукмор (Таишевский Завод). В деревне в 88 дворах жили 689 человек (340 мужчин и 349 женщин). Была мечеть.